# قاعة مشاهير الاتحاد الدولي لكرة السلة

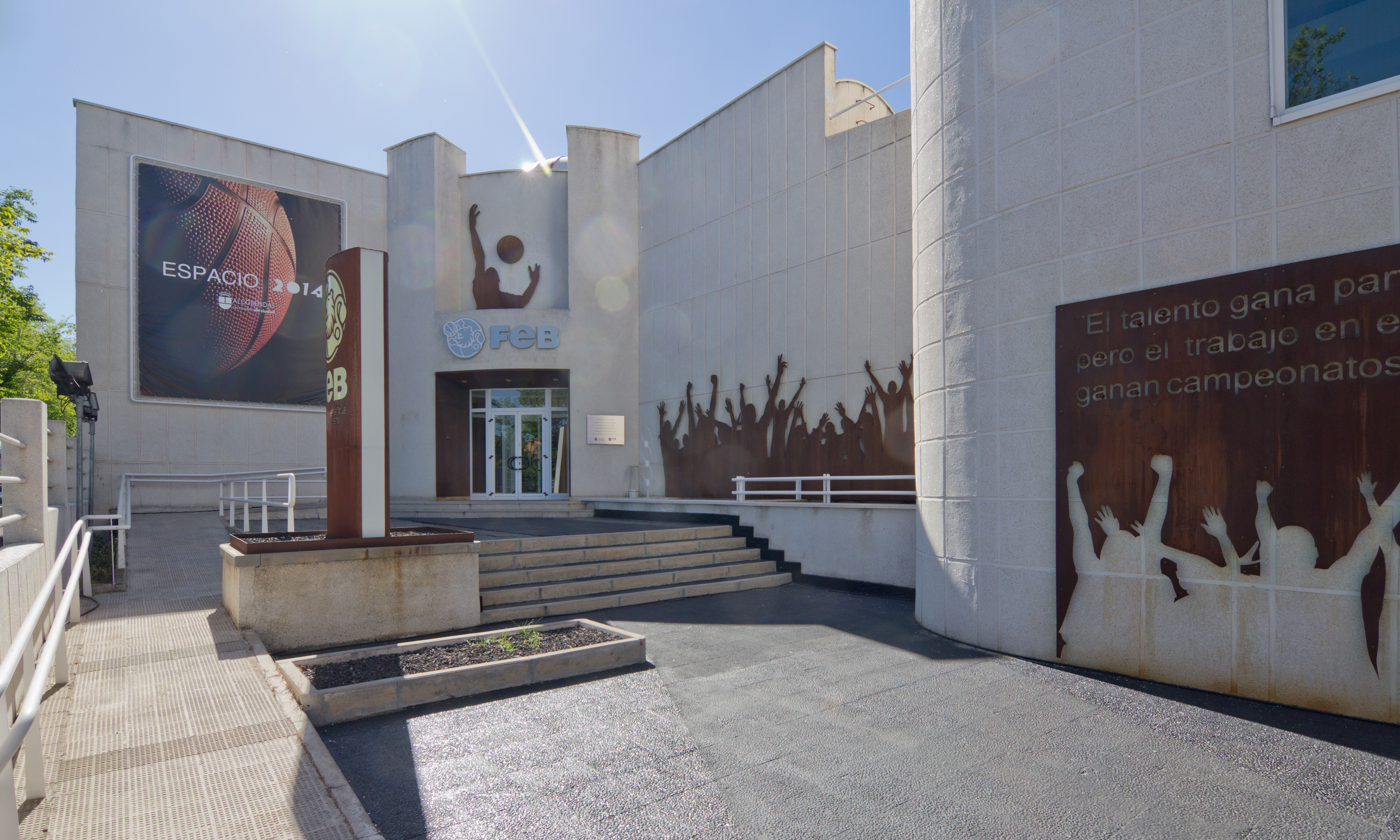
قاعة المشاهير

قاعة مشاهير الاتحاد الدولي لكرة السلة (بالإنجليزية: FIBA Hall of Fame) هي تكريم للاعبين والمدربين والإداريين الذين ساهموا في كرة السلة التنافسية على المستوى الدولي. تأسست من قبل الاتحاد الدولي لكرة السلة في سنة 1991، وتحتوي على مكتبة سامارانش، وهي أكبر مكتبة لكرة السلة في العالم، حيث بلغت محتوياتها في 2007 ما يزيد على 10000 كتاب و950 مجلة عن كرة السلة من 65 بلدًا. ومبنى القاعة هو متحف لكرة السلة أنشأته مؤسسة بيدرو فيرانديث في ألكوبينداس بمنطقة مدريد.

## وصلات خارجية
- الموقع الرسمي نسخة محفوظة 12 أغسطس 2007 على موقع واي باك مشين.